# هكذا قتلوا قرة العين
هكذا قتلوا قرة العين كتاب لعالم الاجتماع العراقي علي الوردي، صدر في عام 1997 عن منشورات الجمل، ونص الكتاب من الجزء الثاني من كتاب لمحات اجتماعية من تاريخ العراق الحديث. كما أن العنوان من وضع الناشر.

## موضوع الكتاب
شغل المجتمع العراقي في السنوات الأخيرة من ولاية نجيب باشا بحديث امرأة عجيبة تدعى «قرة العين» إذ هي أسفرت عن وجهها، وارتقت المنبر وخطبت وجادلت، فكان ذلك أول حدث من نوعه في تاريخ العراق، وربما في تاريخ الشرق كله، طيلة قرون عديدة.
في هذا الكتاب يلقي علي الوردي الضوء على هذه الشخصية ويكشف عن كل ما أحاط بمراحل حياتها في أحداث كان لها صداها في الأوساط الدينية في العراق. ليصل في النهاية إلى كيفية القبض عليها وقتلها.